# Celyphus paradentatus
Celyphus paradentatus är en tvåvingeart som beskrevs av Papp 2006. Celyphus paradentatus ingår i släktet Celyphus och familjen Celyphidae.
Artens utbredningsområde är Thailand. Inga underarter finns listade i Catalogue of Life.